# A gyűlölet, amit adtál
A gyűlölet, amit adtál (eredeti cím: The Hate U Give) 2018-ban bemutatott amerikai bűnügyi filmdráma, melynek rendezője és egyik producere George Tillman Jr.. A forgatókönyvet Audrey Wells írta, Angie Thomas 2017-es The Hate U Give – A gyűlölet, amit adtál című regénye alapján. A főbb szerepekben Amandla Stenberg, Regina Hall, Russell Hornsby, KJ Apa, Common és Anthony Mackie látható.
Világpremierje a 2018-as Torontói Nemzetközi Filmfesztiválon volt, 2018. szeptember 7-én.Az Amerikai Egyesült Államokban 2018. október 5-én mutatta be a mozikban a 20th Century Fox. Magyarországon DVD-n jelent meg 2019. március 8-án. 
A film pozitív kritikákat kapott: a kritikusok dicsérték a színészi alakításokat (főként Stenberg és Hornsby teljesítményét), a forgatókönyvet és a rendezői munkát. 23 milliós költségvetés mellett összesen 32 millió dolláros bevételt termelt.

## Szereplők
| Szereplő        | Színész            | Magyar hang      |
| --------------- | ------------------ | ---------------- |
| Starr Carter    | Amandla Stenberg   | Pekár Adrienn    |
| Lisa Carter     | Regina Hall        | Pikali Gerda     |
| Maverick Carter | Russell Hornsby    | Debreczeny Csaba |
| Khalil Harris   | Algee Smith        | Gacsal Ádám      |
| Seven Carter    | Lamar Johnson      | Penke Bence      |
| April Ofrah     | Issa Rae           | Bertalan Ágnes   |
| Chris Bryant    | KJ Apa             | Jéger Zsombor    |
| Carlos          | Common             | Zöld Csaba       |
| King            | Anthony Mackie     | Dolmány Attila   |
| Kenya           | Dominique Fishback |                  |
| Hailey Grant    | Sabrina Carpenter  | Csifó Dorina     |
| Maya Yang       | Megan Lawless      | Csuha Borbála    |
| Sekani Carter   | TJ Wright          |                  |
| Mr. Lewis       | Tony Vaughn        | Fazekas István   |

## Fogadtatás
A Metacritic oldalán a film értékelése 81% a 100-ból, ami 44 véleményen alapul. A Rotten Tomatoeson a Gyűlölet, amit adtál 97%-os minősítést kapott, 189 értékelés alapján.